# Safirstrupig smaragd
Safirstrupig smaragd (Chrysuronia coeruleogularis) är en fågel i familjen kolibrier.

## Utseende
Safirstrupig smaragd är en medelstor kolibri med relativt lång och kluven stjärt. Hanen är mestadels glittrande smaragdgrön med mörkt purpurblå strupe som dock kan verka svart i dåligt ljus. Honan är grön ovan och vitaktig under.

## Utbredning och systematik
Safirstrupig smaragd förekommer från västra Panama in i norra Colombia. Den delas in i tre underarter med följande utbredning:
- Chrysuronia coeruleogularis coeruleogularis – förekommer i västra Panama (Chiriquí till Panamakanalzonen)
- Chrysuronia coeruleogularis confinis – förekommer i östra Panama (Darién) och näraliggande nordvästra Colombia
- Chrysuronia coeruleogularis coelina – förekommer i norra Colombia (norra Chocó till Santa Marta regionen)

### Släktestillhörighet
Arten placeras traditionellt i släktet Lepidopyga, men genetiska studier visar att arterna i släktet bildar en närbesläktad grupp tillsammans med några Amazilia- och Hylocharis-kolibrier samt bronsstjärtad smaragd (Chrysuronia oenone). Alla dessa placeras därför numera i ett och samma släkte, där Chrysuronia har prioritet.

## Levnadssätt
Safirstrupig smaragd hittas i torrt skogslandskap, buskmarker och mangroveträsk. Den ses ofta vid blommande träd.

## Status
Arten har ett stort utbredningsområde och beståndet anses stabilt. Internationella naturvårdsunionen IUCN listar den därför som livskraftig (LC). Beståndet uppskattas till i storleksordningen 50 000 till en halv miljon vuxna individer.